# Jiang Yanyong
Pour les articles homonymes, voir Jiang.
Dans ce nom, le nom de famille, Jiang, précède le nom personnel.
Jiang Yanyong (en chinois simplifié : 蒋彦永 ; chinois traditionnel : 蔣彥永 ; pinyin : Jiǎng Yànyǒng), né le 4 octobre 1931 et mort le 12 mars 2023,, est un médecin chinois de Pékin. Il a alerté des médias étrangers sur l'épidémie de syndrome respiratoire aigu sévère lié au coronavirus (SRAS) en Chine en 2003. Il a été le médecin en chef de l'hôpital militaire 301 de Pékin et un membre important du Parti communiste chinois.

## Biographie
Lors des manifestations de la place Tian'anmen, Jiang Yanyong affirme que dans la nuit du 4 juin 1989, il a vu 89 patients blessés par balles dans son service d'urgence sur une période de deux heures. Il indique par ailleurs : « La grande majorité des gens que je connais dans tous les milieux de la société ont clairement considéré que la répression du 4 juin était sans conteste une erreur. Mais à cause de la pression sociale, ils n'ont pas osé parler ».
En avril 2003, Jiang Yanyong lors de la crise du SRAS, est le médecin de l'Hôpital 301 de l'Armée populaire de libération de Pékin. Il indique aux médias étrangers l'importance de l'épidémie en Chine alors que le régime chinois s'efforce de maintenir le secret sur ce problème de santé publique. Sa révélation provoque une crise politique : le ministre de la Santé et le maire de Pékin sont limogés. Les autorités sont contraintes de jouer provisoirement la transparence. Les médias libéraux le portent aux nues mais le Parti communiste chinois le met sous surveillance.
En février 2004, Jiang Yanyong écrit aux dirigeants du régime pour leur demander de reconsidérer la condamnation du mouvement étudiant lors des manifestations de la place Tian'anmen en mai et juin 1989. En effet le mouvement est officiellement considéré comme une manifestation « contre-révolutionnaire », condamné par le Parti communiste chinois. Or Jiang Yanyong considère qu'il s'agit d'un véritable « mouvement patriotique » qu'il faut réhabiliter.
Le 1er juin 2004, Jiang Yanyong et son épouse sont arrêtés entraînant des protestations internationales. Jiang est placé en résidence surveillée dans un hôpital de Pékin, pendant quarante-cinq jours il doit suivre des séances de rééducation politique. Puis il signe un document de sept pages où il indique que sa lettre ouverte aux médias a pu être utilisée par des ennemis du pouvoir et que sa connaissance des manifestations de la place Tian'anmen de 1989 n'était pas exhaustive. Il est relâché le 20 juillet.
En mars 2015, Jiang Yanyong a dévoilé que dans les hôpitaux de l'Armée populaire de libération, la corruption, la transplantation illégale, le trafic d'organes sont courants dans les couloirs de la mort. Les prisonniers exécutés ne sont pas tués complètement : ils sont amenés à la table d'opération de l'hôpital, pour le prélèvement d'organes, transplantés aux patients.

## Hommage
Le 3 août 2004, Jiang Yanyong reçoit le prix Ramon Magsaysay, considéré comme l'équivalent asiatique du prix Nobel. Selon la commission d'attribution du Prix : « Une petite dose de vérité permet parfois de faire toute la différence, en particulier dans des sociétés où le fait de s'exprimer ouvertement n'est pas la norme ».
En 2007 l'Heinz R. Pagels Human Rights of Scientists Award de l'Académie des sciences de New York lui est attribué, mais on lui interdit de sortir de Chine pour le recevoir.